# 電台廣播

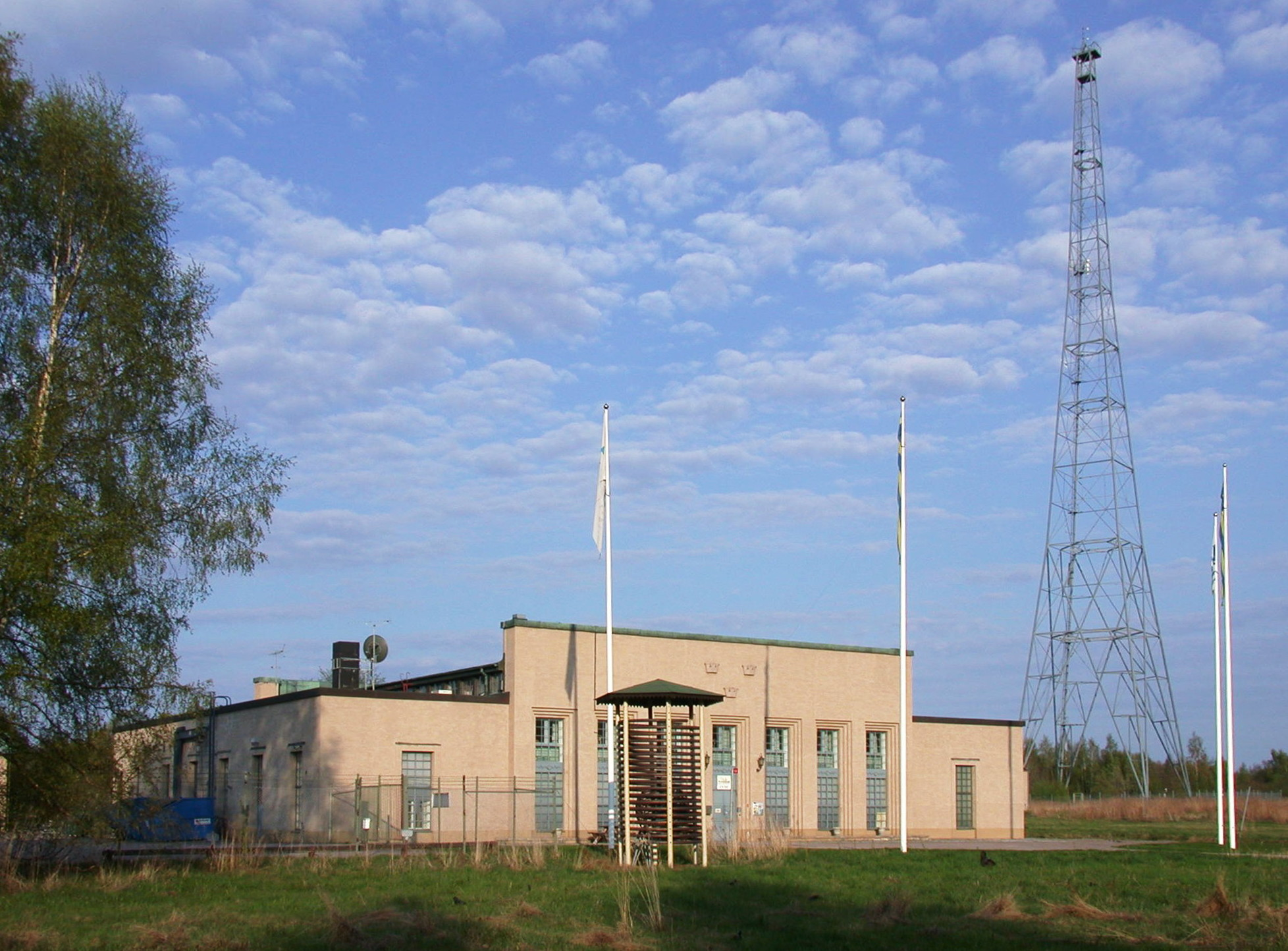
瑞典Motala的長波廣播電台

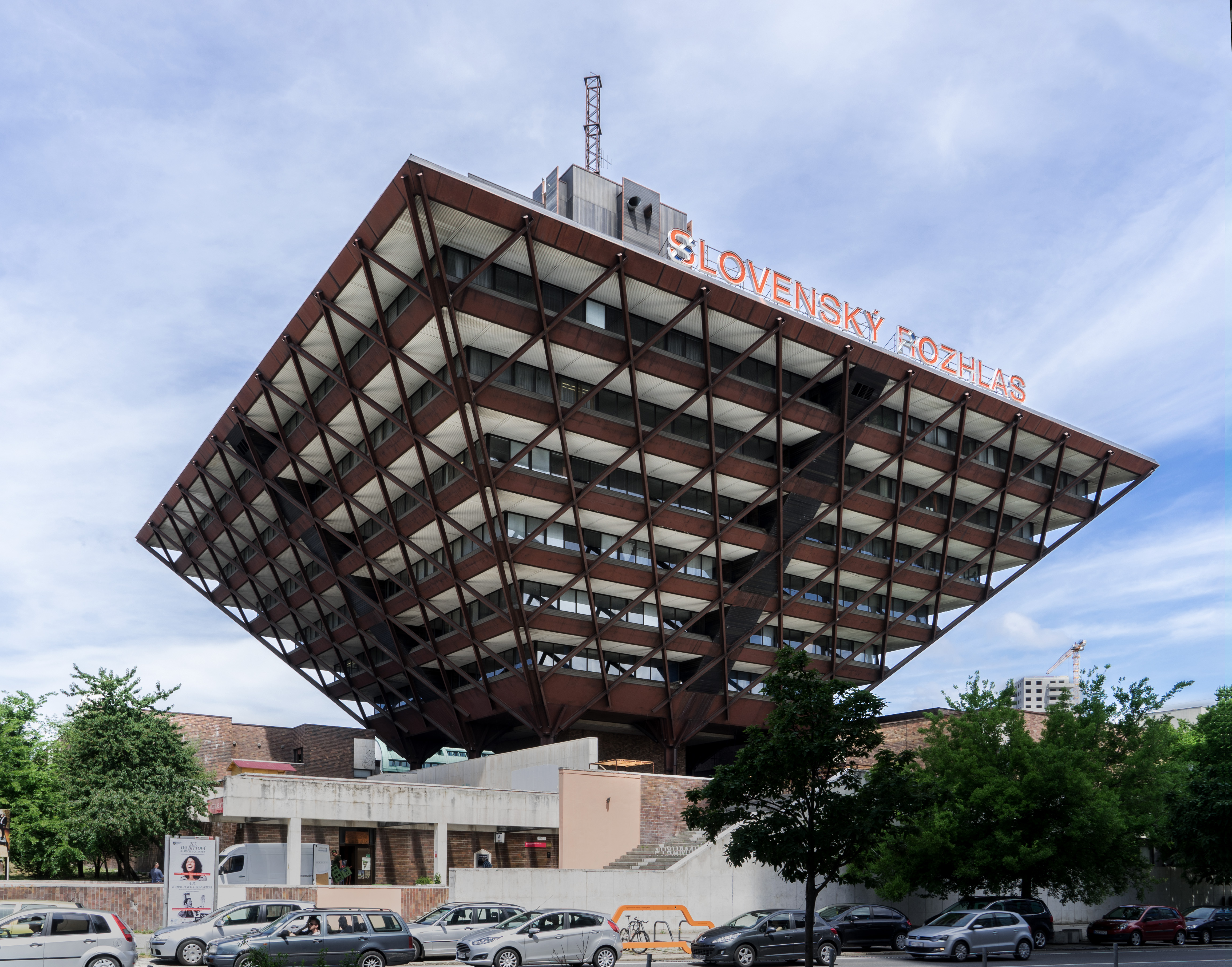
斯洛伐克布拉迪斯拉发的斯洛伐克廣播台

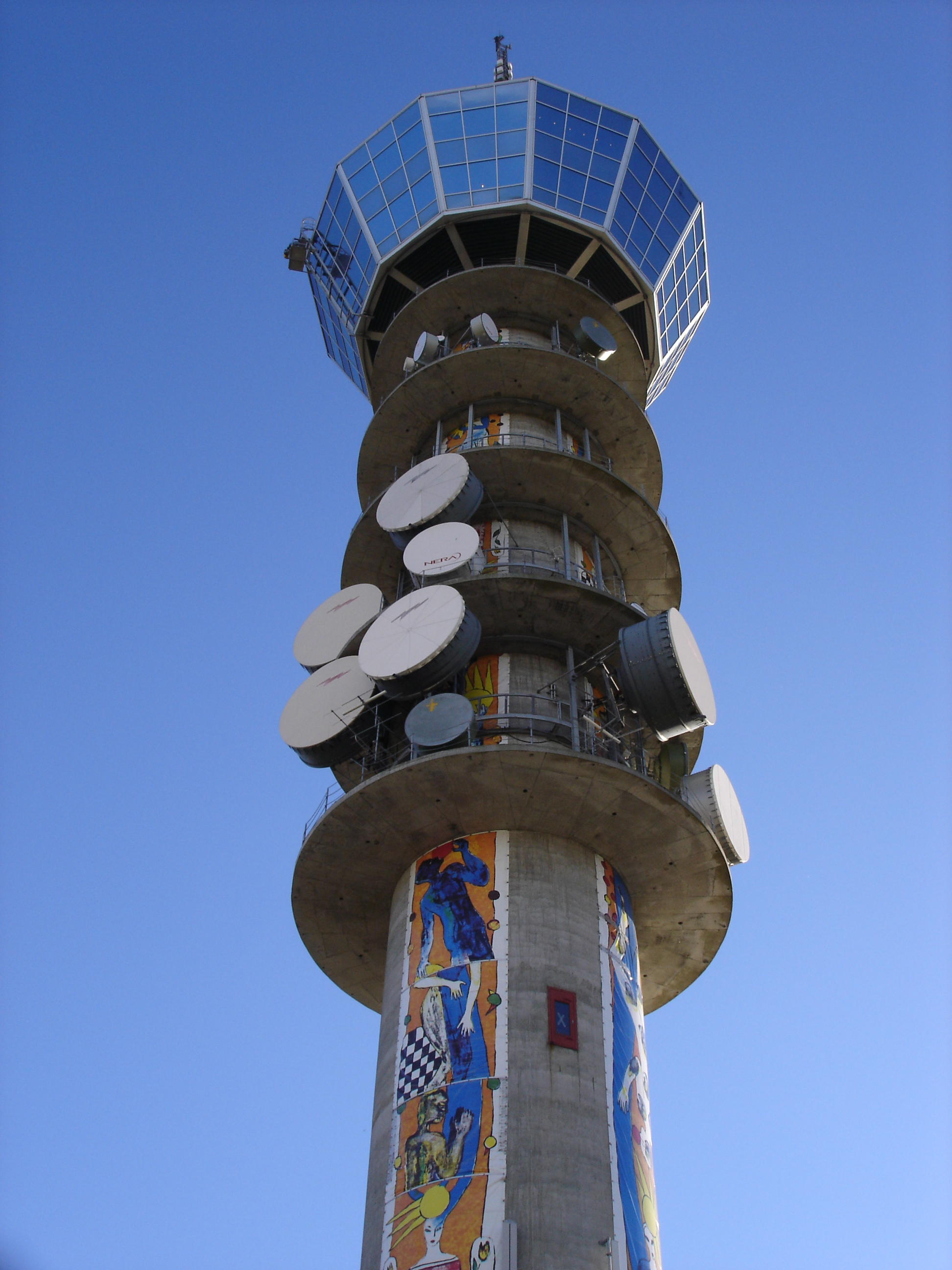
挪威特隆赫姆的廣播塔

電台廣播，又稱無線電廣播（英語：Radio broadcasting）、聲音廣播或收音機廣播，是以無線電波單向傳遞聲音資訊的方式，一般是以高頻廣播，透過大氣電波發送廣播頻率後，聽眾透過收音機來接收。其基本設施為廣播電台，中文常通稱為「電台」。
依使用的技術不同，電台廣播主要分為調幅廣播（AM）及調頻廣播（FM），另外還有常見於國際廣播的短波廣播。不同的電台廣播使用不同的的頻率範圍。大部分電台使用FM廣播，部分小規模電台則採用AM廣播。除大氣電波外，部分透過有線網絡、人造衛星（人造衛星廣播）和互聯網廣播。

## 歷史
1896年，古列爾莫·馬可尼（Guglielmo Giovanni Maria Marconi）發明了無線電報，最早的無線電系統是無線電電報系統，其中沒有包括聲音。若要用電台廣播來傳送聲音，需要有偵測聲音的電子裝置以及信號放大的設備配合才行。
熱離子管是由英國科學家约翰·弗莱明在1904年發明的，他開發了一個設備，稱為「振動閥」（因為電流只能以單一方向通過此設備）。其中加熱燈絲（即陰極）可以以热发射的方式釋放電子，若對應的平板電極（即陽極）電壓較高，電子會流往陽極。而陽極沒有加熱，不會產生热发射，因此電子無法逆向流動。此設備可以作為交流電的整流器（之後稱為弗萊明管），也可以作為無線電波的探測器。對於當時使用早期固態二極體（以礦石和貓鬚偵測器為基礎）的礦石收音機，可以顯著的提升其性能。不過此時仍需要擴大器。
1906年3月4日，奧地利人Robert von Lieben為充填水銀蒸氣的真空管三极管申請了專利。而李·德富雷斯特也獨立發明了奧迪翁管，在1906年10月25日為奧迪翁管申請了專利。不過一直到1912年研究者瞭解其放大能力後，才開始實際使用。奧迪翁真空管加速了連續聲波的傳遞與接受。
1920年時，真空管的技術已相當成熟，成熟到可以開始無線電廣播的程度了。不過最早可以當成是「廣播」的早期音频传输可能是在1906年的聖誕夜，由范信達所傳送的，只是這部份仍有爭議。儘管許多早期的實驗者都試圖要發明類似無線電話，只允許二方互相通訊的設備，不過也有人試圖將訊號傳送給較多的聽眾。Charles Herrold於1909年在加利福尼亚州開始了廣播，隔年開始傳放音頻（Herrold的電台最後變成了KCBS電台。）
荷蘭海牙的PCGG電台在1919年11月6日開始廣播，成為第一個商業電台。1916年時，在西屋公司工作的電機工程師法蘭克·康拉德，開始在賓州Wilkinsburg的車庫中發送廣播，呼號8XK。這個電台之後移到西屋公司位在East Pittsburgh工廠的屋頂。西屋公司在1920年11月2日重新開始這個電台，叫作KDKA，是美國第一個獲得商業許可的電台。廣播許可的類型會決定商業廣播的型式，一直到很多年後才開始有廣告。美國第一個獲得許可的電台就是KDKA，這也是1920年美国总统选举的結果。蒙特利尔電台（後來的CFCF電台在1920年5月20日開始廣播節目，而底特律電台（後來的WWJ電台）在1920年8月20日開始有廣播節目，不過這二個電台當時都沒有獲得許可。
娛樂用的廣播是在1920年從英國開始的，最早是在切爾姆斯福德附近Writtle，馬可尼研究中心的2MT電台。1920年6月15日時，知名女高音內莉·梅爾巴在切爾姆斯福德的馬克尼新街工廠製作了著名的廣播節目，節目中唱了二首詠嘆調，節目中也有以著名的顫音演唱，她是第一個參與廣播直播節目的國際知名藝術家。2MT電台在1922年開始有固定的娛樂節目。英国广播公司在1922年合併，在1926年取得皇家特許狀，是全世界第一個國立的廣播電台，1923年時捷克電台以及許多歐洲的電台紛紛成立。
1920年8月27日時，位在布宜諾斯艾利斯Teatro Coliseo的阿根廷廣播電台開始固定的廣播播放。因為阿根廷政府沒有正式的廣播許可程序，廣播電台
一直到1923年12月19日才取得許可。此電台繼續播放娛樂及文化節目達數十年之久。
廣播相關的教育很快就出現了，美國的學院也開始將廣播相關課程放進其課程規劃中。馬薩諸塞州米爾頓的庫里學院在1932年有第一個主修廣播的科系，當時該校與波士頓的WLOE合作，讓學生們播放節目。

## 傳播方式
一般是普通收音機能接收的。

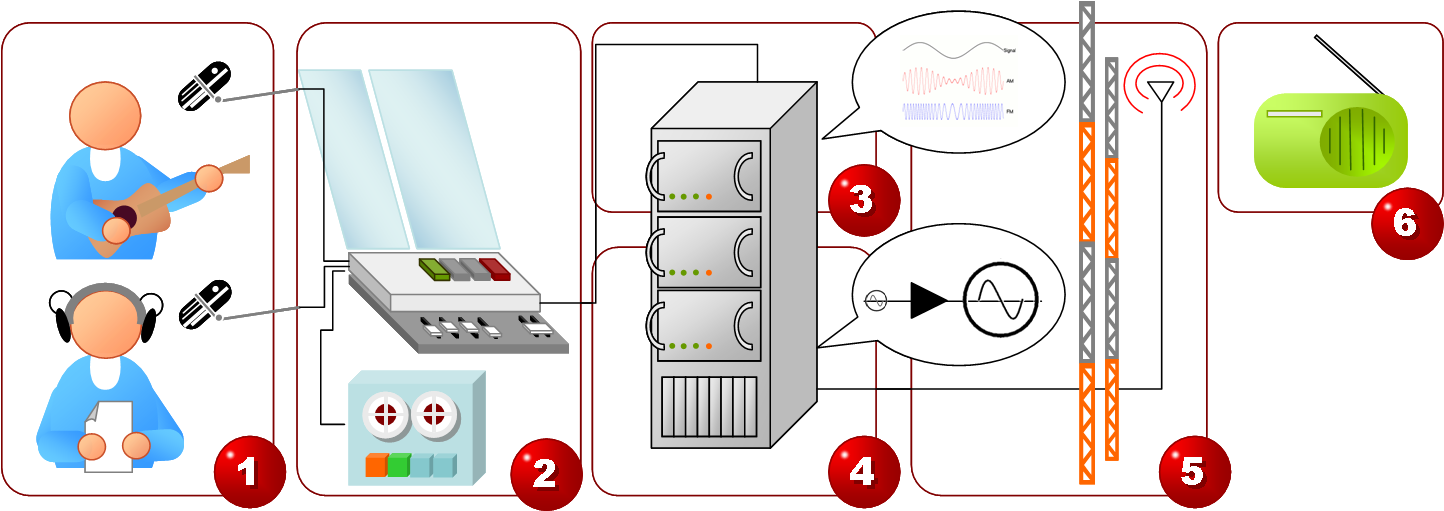
廣播原理
1.播音室
2.混音設備
3.音頻轉換器
4.無線電轉換器
5.無線電塔（发射塔）
6.用戶收音機

電台的種類廣泛，有由幾個人運作的業餘電台，亦有數以百計職員的商營、公營電台，或是軍用電台。在一些已發展國家，非牟利的校園電台亦甚為常見。電台廣播內容有新聞報告、音樂點播、人物專訪、戲曲欣賞、體育旁述、廣告時間等。電台節目可以直播形式，或採用預先錄音形式廣播。部分電台更採用全電腦控制形式，播放預先錄製的節目內容。
虽然现在传统电台的光芒正在逐渐被网路电台所盖过，但是仍有许多使用AM技术的短波频率电台能在数千英里之外被接收到（除开夜晚）。比如说，BBC有一个完整的短波信号传送时刻表。这些广播对大气状况与太阳黑子非常敏感。

## 类型

### 短波
有關短波及中波、低頻（長波）的差異，參見短波廣播。短波大部份用在國家廣播公司、國際宣傳或是宗教電台組織。

### AM
AM 电台是最早的广播电台，AM表示（Amplitude modulation），即振幅调谐（调幅），这是一种通过变化载波信号的振幅来调节信号的调制方法。
AM 广播在全世界范围内使用中波波段，欧洲也使用长波波段，由于20世纪80年代和90年代FM立体声广播电台的兴起，一些北美电台也开始使用AM进行立体声广播，但是这一举措没有赢得很多用户。
AM 的优势之一是，它的信号可以使用简单的设备探测到，如果一个信号强度足够大，接收器甚至不需要电源；建设一个不需要电源的收音机也成为了早期 AM 广播的梦想。
AM广播起源于北美的中波射电系统，载波信号的频段为 530 到 1700 kHz，在20世纪90年代，这个频段有加入了九个频道，它们的频段为 1620 到 1700 kHz，在美国，每个频道中间间隔 10 kHz，在其它地方大概是 9 kHz。
AM 信号容易受到来自闪电和其他电磁干扰的影响。
由于大气电离层中D层对信号的强力吸收，AM发射系统无法发射球状的电波，在夜间，这种吸收大幅减小，因此信号可以传播至更远的距离，但是，这也会造成一定的信号衰落，而且在一个频道拥挤的情况下，这意味着占据同一频率的不同频道必须在夜间减小信号功率，或者改变信号传播方向来避免干扰，在北美，电台之间共享一个频率。 
AM 电波传送装置可以发射的信号频率最多为 15 kHz（注意信号频率和载波频率是两回事，收音机上的标识是载波频率），但是大多数的接收器（收音机）只能接受最大5kHz的信号，在20世纪20年代，这是可以满足当时需求的，因为当时的麦克风的保真度较低，磁带的转速为78转每分钟，扩音器的性能也很低，但随着科技的发展，音频设备的保真度大幅上升，而接收机的最大频率还是 5 kHz，不同AM电台在同一个服务区内不准使用重叠的频段，这避免了信号间的干扰，Bob Carver发明了 AM 立体声调谐器，使得这些接收器的频段可以超过 15 kHz，可是在几年之后，这种调谐器没有发展下去，再有就是，减少接收机的频段减小了制造成本，而且也使它们更耐干扰，减小了开发商开发立体声调谐器的积极性，因此AM的收听效果现在一直不好，比不上具备立体声的 FM。

### 卫星电台
卫星广播（satellite broadcasting）利用广播卫星向地面转播电视或声音广播信号，供一般公众直接接收的广播方式。自从1963年7月美国发射成功世界上第1颗同步通信卫星“同步Ⅱ号”后，卫星通信得到很快发展。到20世纪70年代中期，各国开始发射实验用的广播卫星。到80年代卫星广播进入实用阶段。

### 地下电台
地下电台是指未经所在地国家批准的电台。地下电台可以是一个由广告支持的针对接受区的听众的商业企业，或是供于私人经营的娱乐，或是为了政治目的，一般情况下只在一个非常小的范围下放送。

### Digital
數碼聲音廣播（Digital Audio Broadcasting，DAB），亦稱尤里卡147（EUREKA 147），是目前用於某些國家的電台廣播的數碼技術。自2006年，全世界有約1,000個電台採用DAB技術作廣播之用。
DAB技術於1980年代設計，幾年內許多國家已有其接收器。支持者聲稱這標準比類比FM廣播較多好處，例如聲音保真度高，以及同一頻率可廣播更多電台頻道，解決對噪音、多徑、廣播音量時強時弱和同頻率干擾的問題；但由英國、丹麥、挪威和瑞士的98%的電台進行的收聽測試實驗證明DAB的聲音品質比FM廣播差，原因是他們使用的位元率太低，導致品質上差異。

## 节目形式
电台节目形式依国家、监管和市场的不同而不同。例如美國联邦通信委员会規定美國在88–92 MHz頻道的節目要是非營利或是教育性的，其中不能含有廣告。
此外，节目形式也會隨著時代以及技術的演進而不同。早期的廣播設備只允許現場錄製節目後直接播放，稱為live。後來錄音技術進步，越來越多的廣播節目是先行製作後，再播放事先錄製好的節目。目前的趨勢是電台的自动化（廣播電臺自動化播出系統）。有一些電台已可以在不需人力介入的情形下運作，完全用電腦控制，依序播放事先錄製好的內容。
電台節目的主播又分為DJ和電台節目的主持人，DJ主要都是在分享音樂，而電台主持人則會有一個主題(例如:政論或旅遊等)主要在分享資訊。